# Beukenvouwmot
De beukenvouwmot (Phyllonorycter maestingella) is een vlinder uit de familie mineermotten (Gracillariidae) van 8 tot 10 mm lang. De wetenschappelijke naam is voor het eerst geldig gepubliceerd in 1764 door Muller. De rups leeft uitsluitend van het blad van de beuk. De soort komt voor in Europa.

## Beschrijving
De voorvleugels van de beukenvouwmot zijn goudgeel tot lichtbruin met een metaalglans. Aan de basis ontspringen twee witte lengtestrepen, en verder naar buiter drie vanaf de achterrand en vier vanaf de voorrand lopende schuine, donker gezoomde strepen. De achterrand van de voorvleugels is bezet met lange omhoogstaande franjes. De achtervleugels zijn aan beide randen met franjes bezet.
De rups van maximaal 4 mm is doorschijnend cremeachtig, is afgeplat, wordt naar achter steeds smaller, met uitzondering van het laatste segment, en elk achterlijfssegment heeft aan de zijkant een lange afstaande, naar achter buigende haar.

## Levenscyclus
De beukenvouwmot overwintert als pop tussen het afgevallen blad. Als de beuk in het voorjaar uitloopt, komen de vlinders uit en lopen langs stam en takken naar de bladeren waar de eieren worden afgezet. De rupsjes leven van het bladmoes tussen de boven- en onderhuid van het blad tussen twee nerven. Deze zogenoemde mijn is rechthoekig. De rups verpopt in de mijn en in augustus is er een tweede generatie vlinders. De rupsen van deze vlinders groeien op in september en oktober en hun poppen vallen met het blad en overwinteren zo.